# Unité urbaine d'Argelès-Gazost
 (juin 2025).
Motif : Non respect de Wikipédia:Notoriété des collectivités locales et divisions administratives françaises.
- Archive Wikiwix
- Bing
- Cairn
- DuckDuckGo
- E. Universalis
- Gallica
- Google
- G. Books
- G. News
- G. Scholar
- Persée
- Qwant
- (zh) Baidu
- (ru) Yandex
- (wd) trouver des œuvres sur Wikidata

| 1. | Préciser le motif de la pose du bandeau. | Précisez le motif de la pose du bandeau en utilisant la syntaxe suivante : {{admissibilité à vérifier\|date=juin 2025\|motif=remplacez ce texte par le motif}}                                      |
| 2. | Informer les utilisateurs concernés.     | Pensez à avertir le créateur de l'article, par exemple, en insérant le code ci-dessous sur sa page de discussion : {{subst:avertissement admissibilité à vérifier\|Unité urbaine d'Argelès-Gazost}} |

L'unité urbaine d'Argelès-Gazost est une unité urbaine française centrée sur la commune d'Argelès-Gazost, sous-préfecture des Hautes-Pyrénées.

## Données globales
Dans le zonage défini par l'Insee en 2010, elle est constituée de 13 communes, toutes situées dans l'arrondissement d'Argelès-Gazost, subdivision administrative du département des Hautes-Pyrénées.
Dans le nouveau zonage défini en 2020, le périmètre est identique.
En 2022, avec 6 761 habitants, elle représente la 5e unité urbaine du département des Hautes-Pyrénées.
En 2022, sa densité de population s'élève à 36 hab/km2. Par sa superficie, elle représente 4,21 % du territoire départemental et, par sa population, elle regroupe 2,92 % de la population du département des Hautes-Pyrénées.

## Composition 2020 de l'unité urbaine
Elle est composée des 13 communes suivantes :
| Nom                           | Code Insee | Département     | Statut       | Superficie (km2) | Population (dernière pop. légale) | Densité (hab./km2) | Modifier                                    |
| ----------------------------- | ---------- | --------------- | ------------ | ---------------- | --------------------------------- | ------------------ | ------------------------------------------- |
| Argelès-Gazost (ville-centre) | 65025      | Hautes-Pyrénées | ville-centre | 3,05             | 2 805 (2022)                      | 920                | modifier les données · modifier les données |
| Arcizans-Avant                | 65021      | Hautes-Pyrénées | banlieue     | 15,04            | 392 (2022)                        | 26                 | modifier les données · modifier les données |
| Arcizans-Dessus               | 65022      | Hautes-Pyrénées | banlieue     | 5,01             | 115 (2022)                        | 23                 | modifier les données · modifier les données |
| Arras-en-Lavedan              | 65029      | Hautes-Pyrénées | banlieue     | 24,66            | 494 (2022)                        | 20                 | modifier les données · modifier les données |
| Arrens-Marsous                | 65032      | Hautes-Pyrénées | banlieue     | 100,55           | 696 (2022)                        | 6,9                | modifier les données · modifier les données |
| Aucun                         | 65045      | Hautes-Pyrénées | banlieue     | 12,94            | 254 (2022)                        | 20                 | modifier les données · modifier les données |
| Ayzac-Ost                     | 65056      | Hautes-Pyrénées | banlieue     | 3,08             | 463 (2022)                        | 150                | modifier les données · modifier les données |
| Bun                           | 65112      | Hautes-Pyrénées | banlieue     | 2,80             | 153 (2022)                        | 55                 | modifier les données · modifier les données |
| Gaillagos                     | 65182      | Hautes-Pyrénées | banlieue     | 8,46             | 126 (2022)                        | 15                 | modifier les données · modifier les données |
| Gez                           | 65202      | Hautes-Pyrénées | banlieue     | 3,89             | 328 (2022)                        | 84                 | modifier les données · modifier les données |
| Lau-Balagnas                  | 65267      | Hautes-Pyrénées | banlieue     | 2,90             | 508 (2022)                        | 175                | modifier les données · modifier les données |
| Saint-Savin                   | 65396      | Hautes-Pyrénées | banlieue     | 3,86             | 366 (2022)                        | 95                 | modifier les données · modifier les données |
| Sireix                        | 65428      | Hautes-Pyrénées | banlieue     | 1,73             | 61 (2022)                         | 35                 | modifier les données · modifier les données |

## Évolution démographique
L'évolution démographique ci-dessous concerne l'unité urbaine selon le périmètre défini en 2020.
| 1968  | 1975  | 1982  | 1990  | 1999  | 2010  | 2015  | 2022  |
| ----- | ----- | ----- | ----- | ----- | ----- | ----- | ----- |
| 7 100 | 6 795 | 6 622 | 6 585 | 6 697 | 7 085 | 6 974 | 6 761 |